# Keravnos B.C.
Keravnos Strovolou, más conocido como Keravnos B.C., es un club de baloncesto chipriota, con sede en la ciudad de Strovolos, un suburbio de Nicosia. Fue fundado en 1926, siendo uno de los clubes más antiguos del país, aunque la sección de baloncesto se creó en 1964. Compite en la Primera División de Baloncesto de Chipre, la primera competición de su país. Disputan sus partidos como local en el Arena Costas Papaellinas, con capacidad para 2000 espectadores. Ha sido campeón de liga en cinco ocasiones, la última en 2012.

## Historia
El club Kerevanos, en griego Trueno, se formó en 1926, y recibió ese nombre en honor del jugador de fútbol de mediados de los años 20 Savvas Panayides, el cual era apodado así. Pero el equipo de baloncesto no se creó hasta 1964, siendo miembro fundador de la Federación de Baloncesto de Chipre dos años más tarde. Han ganado en cinco ocasiones la Liga y en nueve la Copa, haciendo doblete en 1989 y 1997.

## Palmarés
- FIBA EuroCup Challenge
  - Finalista (1): 2007
- Liga de Chipre
  - Campeón (7): 1988-89, 1996–97, 1999–2000, 2000–01, 2007–08, 2016–17, 2018–19.
  - Finalista (11): 1981-82, 1982–83, 1983–84, 1995-96. 1997-98, 2001–02, 2002–03, 2003–04, 2008–09, 2011–12, 2017–18.
- Copa de Chipre:
  - Campeón: (13) 1989, 1997, 1998, 1999, 2005, 2006, 2007, 2010, 2012, 2019, 2022, 2024, 2025
  - Finalista: (3) 1987, 1988, 2013.
- Supercopa de Chipre:
  - Campeón (3): 1998-99, 1999-00, 2012–13.